# Зануда (фільм)
«Зануда» (фр. L'emmerdeur) — французька кінокомедія 1973 року режисера Едуара Молінаро з Ліно Вентура і Жаком Брелем у головних ролях.

## Сюжет
Луї Рендоні, радник юстиції, прибуває до Монпельє, щоб дати сенсаційні судові свідчення про зловживання посадами працівниками кількох префектур департаменту Еро. Слідом за ним у Монпельє прибуває найманий вбивця Ральф Мілан, якому заплатили за вбивство Рендоні. Ральф чекає на свою здобич у своєму готельному номері, але його очікування перериває його ексцентричний сусід, продавець сорочок, на ім'я Франсуа Піньйон, який налаштований на самогубство, оскільки дружина покинула його заради відомого психіатра, на ім'я Фукс. Піньйон намагається повіситися на водопровідній трубі, але лише ламає її, викликавши повінь. Розуміючи, що якщо Піньйон знову спробує вбити себе, поліція обшукає це місце, Мілан вирішує відмовити його від цього наміру до моменту запланованого вбивства. Та Піньйон починає дратувати його все більше, і йому стає важче виконати замовне вбивство.

## У ролях
| Актор             | Роль            |
| ----------------- | --------------- |
| Ліно Вентура      | Ральф Мілан     |
| Жак Брель         | Франсуа Піньйон |
| Кароліна Сельє    | Луїза Піньйон   |
| Жан-П'єр Даррас   | Фукс            |
| Ніно Кастельнуово | коридорний      |

## Цікаві факти
Фільм був перезнятий у Сполучених Штатах у 1981 році Біллі Вайлдером як «Друзяко, друзяко» з Волтером Метгау і Джеком Леммоном у головних ролях. У Франції фільм був перезнятий Франсісом Вебером у 2008 році під назвою «L' Emmerdeur» з Патріком Тімсітом і Рішаром Беррі в головних ролях. Жоден з цих ремейків не був добре прийнятий.